# Gagnepainia harmandii
Gagnepainia harmandii är en enhjärtbladig växtart som först beskrevs av Henri Ernest Baillon och fick sitt nu gällande namn av Karl Moritz Schumann. 
Gagnepainia harmandii ingår i släktet Gagnepainia och familjen Zingiberaceae. Artens utbredningsområde är Kambodja. Inga underarter finns listade i Catalogue of Life.